# Fernand Bosmans
Fernand Bosmans (Ixelles, 29 giugno 1883 – 30 luglio 1960) è stato uno schermidore belga, vincitore di una medaglia di bronzo nella scherma ai giochi olimpici.